# Hunters & Collectors
Gli Hunters & Collectors sono un gruppo rock australiano formatosi a Melbourne. Il gruppo è stato attivo dal 1981 al 1998 e si è poi riformato nel 2013.

## Formazione
Attuale
- Mark Seymour – voce, chitarra (1981–98, 2013–)
- Jack Howard – tromba, tastiere, cori (1981–90, 2013–)
- Michael Waters – trombone, tastiere (1981–98, 2013–)
- Jeremy Smith – corno francese, chitarre, tastiere, programmazioni, cori (1981–98, 2013–)
- Doug Falconer – batteria, percussioni, programmazioni, cori (1981–98, 2013–)
- John Archer – basso, cori (1981–98, 2013–)
- Robert Miles – missaggio, collaboratore live (1981–98, 2013–)
- Barry Palmer – chitarra (1988–98, 2013–)

Ex membri
- Nigel Crocker – trombone (1981–82)
- Geoff Crosby – tastiere (1981–85)
- Andy Lynn – tromba (1981–82)
- Chris Malherbe – tromba (1981–82)
- Greg Perano – percussioni (1981–83)
- Ray Tosti-Gueira – chitarra, cori (1981–82)
- Martin Lubran – chitarra (1982–83)

## Discografia
Album studio
- 1982 - Hunters & Collectors
- 1983 - The Fireman's Curse
- 1984 - The Jaws of Life
- 1986 - Human Frailty
- 1987 - What's a Few Men?
- 1989 - Ghost Nation
- 1992 - Cut
- 1994 - Demon Flower
- 1998 - Juggernaut

Album live
- 1985 - The Way to Go Out
- 1995 - Living in Large Rooms and Lounges
- 1998 - Under One Roof

Raccolte (lista parziale)
- 1990 - Collected Works
- 1991 - Skin, Bone & Bolts